# Copa Davis de 2007
A Copa Davis de 2007 foi a 96ª edição da principal competição do tênis masculino. No grupo mundial, 16 equipes disputaram a competição, que começou dia 9 de fevereiro e terminou dia 2 de dezembro de 2007, e teve a equipe dos Estados Unidos como campeão.

## Grupo Mundial
| Equipes Participantes | Equipes Participantes | Equipes Participantes | Equipes Participantes |
| Alemanha              | Argentina             | Austrália             | Áustria               |
| Bielorrússia          | Bélgica               | Chile                 | Croácia               |
| Espanha               | Estados Unidos        | França                | Tchéquia              |
| Romênia               | Rússia                | Suécia                | Suíça                 |
| --------------------- | --------------------- | --------------------- | --------------------- |

### Jogos
|  | 1ª fase 9-11 de fevereiro | 1ª fase 9-11 de fevereiro     |                          |   | Quartas-de-finais 6-8 de abril | Quartas-de-finais 6-8 de abril |  |  | Semi-finais 21-23 de setembro | Semi-finais 21-23 de setembro |  |  | Final 30 de novembro-2 de dezembro | Final 30 de novembro-2 de dezembro |
|  |                           |                               |                          |   |                                |                                |  |  |                               |                               |  |  |                                    |                                    |
|  | La Serena, Chile          |                               |                          |   |                                |                                |  |  |                               |                               |  |  |                                    |                                    |
|  |                           |                               |                          |   |                                |                                |  |  |                               |                               |  |  |                                    |                                    |
|  | Rússia                    | 3                             |                          |   |                                |                                |  |  |                               |                               |  |  |                                    |                                    |
|  | Rússia                    | 3                             | Moscou, Rússia           |   |                                |                                |  |  |                               |                               |  |  |                                    |                                    |
|  | Chile                     | 2                             |                          |   |                                |                                |  |  |                               |                               |  |  |                                    |                                    |
|  | Chile                     | 2                             | Rússia                   | 3 |                                |                                |  |  |                               |                               |  |  |                                    |                                    |
|  | Clermont-Ferrand, França  |                               | Rússia                   | 3 |                                |                                |  |  |                               |                               |  |  |                                    |                                    |
|  |                           | França                        | 2                        |   |                                |                                |  |  |                               |                               |  |  |                                    |                                    |
|  | França                    | França                        | 2                        | 4 |                                |                                |  |  |                               |                               |  |  |                                    |                                    |
|  | França                    |                               | Moscou, Rússia           | 4 |                                |                                |  |  |                               |                               |  |  |                                    |                                    |
|  | Romênia                   | 1                             |                          |   |                                |                                |  |  |                               |                               |  |  |                                    |                                    |
|  | Romênia                   | 1                             | Rússia                   | 3 |                                |                                |  |  |                               |                               |  |  |                                    |                                    |
|  | Krefeld, Alemanha         |                               | Rússia                   | 3 |                                |                                |  |  |                               |                               |  |  |                                    |                                    |
|  |                           | Alemanha                      | 2                        |   |                                |                                |  |  |                               |                               |  |  |                                    |                                    |
|  | Croácia                   | Alemanha                      | 2                        | 2 |                                |                                |  |  |                               |                               |  |  |                                    |                                    |
|  | Croácia                   | Ostend, Bélgica               |                          | 2 |                                |                                |  |  |                               |                               |  |  |                                    |                                    |
|  | Alemanha                  | 3                             |                          |   |                                |                                |  |  |                               |                               |  |  |                                    |                                    |
|  | Alemanha                  | 3                             | Alemanha                 | 3 |                                |                                |  |  |                               |                               |  |  |                                    |                                    |
|  | Liège, Bélgica            |                               | Alemanha                 | 3 |                                |                                |  |  |                               |                               |  |  |                                    |                                    |
|  |                           | Bélgica                       | 2                        |   |                                |                                |  |  |                               |                               |  |  |                                    |                                    |
|  | Austrália                 | Bélgica                       | 2                        | 2 |                                |                                |  |  |                               |                               |  |  |                                    |                                    |
|  | Austrália                 |                               | Portland, Estados Unidos | 2 |                                |                                |  |  |                               |                               |  |  |                                    |                                    |
|  | Bélgica                   | 3                             |                          |   |                                |                                |  |  |                               |                               |  |  |                                    |                                    |
|  | Bélgica                   | 3                             | Rússia                   | 1 |                                |                                |  |  |                               |                               |  |  |                                    |                                    |
|  | Ostrava, República Tcheca |                               | Rússia                   | 1 |                                |                                |  |  |                               |                               |  |  |                                    |                                    |
|  |                           | Estados Unidos                | 4                        |   |                                |                                |  |  |                               |                               |  |  |                                    |                                    |
|  | Tchéquia                  | Estados Unidos                | 4                        | 1 |                                |                                |  |  |                               |                               |  |  |                                    |                                    |
|  | Tchéquia                  | Winston-Salem, Estados Unidos |                          | 1 |                                |                                |  |  |                               |                               |  |  |                                    |                                    |
|  | Estados Unidos            | 4                             |                          |   |                                |                                |  |  |                               |                               |  |  |                                    |                                    |
|  | Estados Unidos            | 4                             | Estados Unidos           | 4 |                                |                                |  |  |                               |                               |  |  |                                    |                                    |
|  | Geneva, Suíça             |                               | Estados Unidos           | 4 |                                |                                |  |  |                               |                               |  |  |                                    |                                    |
|  |                           | Espanha                       | 1                        |   |                                |                                |  |  |                               |                               |  |  |                                    |                                    |
|  | Suíça                     | Espanha                       | 1                        | 2 |                                |                                |  |  |                               |                               |  |  |                                    |                                    |
|  | Suíça                     |                               | Gotemburgo, Suécia       | 2 |                                |                                |  |  |                               |                               |  |  |                                    |                                    |
|  | Espanha                   | 3                             |                          |   |                                |                                |  |  |                               |                               |  |  |                                    |                                    |
|  | Espanha                   | 3                             | Estados Unidos           | 4 |                                |                                |  |  |                               |                               |  |  |                                    |                                    |
|  | Minsk, Bielorrússia       |                               | Estados Unidos           | 4 |                                |                                |  |  |                               |                               |  |  |                                    |                                    |
|  |                           | Suécia                        | 1                        |   |                                |                                |  |  |                               |                               |  |  |                                    |                                    |
|  | Suécia                    | Suécia                        | 1                        | 3 |                                |                                |  |  |                               |                               |  |  |                                    |                                    |
|  | Suécia                    | Gotemburgo, Suécia            |                          | 3 |                                |                                |  |  |                               |                               |  |  |                                    |                                    |
|  | Bielorrússia              | 2                             |                          |   |                                |                                |  |  |                               |                               |  |  |                                    |                                    |
|  | Bielorrússia              | 2                             | Suécia                   | 4 |                                |                                |  |  |                               |                               |  |  |                                    |                                    |
|  | Linz, Áustria             |                               | Suécia                   | 4 |                                |                                |  |  |                               |                               |  |  |                                    |                                    |
|  |                           | Argentina                     | 1                        |   |                                |                                |  |  |                               |                               |  |  |                                    |                                    |
|  | Áustria                   | Argentina                     | 1                        | 1 |                                |                                |  |  |                               |                               |  |  |                                    |                                    |
|  | Áustria                   |                               |                          | 1 |                                |                                |  |  |                               |                               |  |  |                                    |                                    |
|  | Argentina                 | 4                             |                          |   |                                |                                |  |  |                               |                               |  |  |                                    |                                    |
|  | Argentina                 | 4                             |                          |   |                                |                                |  |  |                               |                               |  |  |                                    |                                    |

### Final
| Estados Unidos 4 | Portland, Estados Unidos 30 de novembro - 2 de dezembro | Portland, Estados Unidos 30 de novembro - 2 de dezembro | Rússia 1 |     |     |     |   |  |
| \| \| \| \| 1 \| 2 \| 3 \| 4 \| 5 \| \| \| - \| \| ------------------------------------------------------- \| --- \| --- \| --- \| --- \| - \| \| \| 1 \| \| Andy Roddick Dmitry Tursunov \| 6 4 \| 6 4 \| 6 2 \| \| \| \| \| 2 \| \| James Blake Mikhail Youzhny \| 6 3 \| 7 6 \| 6 7 \| 7 6 \| \| \| \| 3 \| \| Bob Bryan / Mike Bryan Igor Andreev / Nikolay Davydenko \| 7 6 \| 6 4 \| 6 2 \| \| \| \| \| 4 \| \| Andy Roddick Mikhail Youzhny \| 3 6 \| 6 7 \| \| \| \| \| \| 5 \| \| James Blake Dmitry Tursunov \| 1 6 \| 6 3 \| 7 5 \| \| \| \| |                                                         |                                                         |          |     |     |     |   |  |
| |                                                         |                                                         | 1        | 2   | 3   | 4   | 5 |  |
| 1 | Estados Unidos · Rússia                                 | Andy Roddick Dmitry Tursunov                            | 6 4      | 6 4 | 6 2 |     |   |  |
| 2 | Estados Unidos · Rússia                                 | James Blake Mikhail Youzhny                             | 6 3      | 7 6 | 6 7 | 7 6 |   |  |
| 3 | Estados Unidos · Rússia                                 | Bob Bryan / Mike Bryan Igor Andreev / Nikolay Davydenko | 7 6      | 6 4 | 6 2 |     |   |  |
| 4 | Estados Unidos · Rússia                                 | Andy Roddick Mikhail Youzhny                            | 3 6      | 6 7 |     |     |   |  |
| 5 | Estados Unidos · Rússia                                 | James Blake Dmitry Tursunov                             | 1 6      | 6 3 | 7 5 |     |   |  |

### Campeão
| Copa Davis de 2007                |
| --------------------------------- |
| ESTADOS UNIDOS Campeão 32º título |

## Grupos regionais

### Repescagem
| Local          | Equipe vencedora ¹ | Placar | Equipe perdedora ² |
| -------------- | ------------------ | ------ | ------------------ |
| Belgrado       | Sérvia             | 4-1    | Austrália          |
| Innsbruck      | Áustria            | 4-1    | Brasil             |
| Lima           | Peru               | 4-1    | Bielorrússia       |
| Ramat Hasharon | Israel             | 3-2    | Chile              |
| Londres        | Reino Unido        | 4-1    | Croácia            |
| Praga          | Tchéquia           | 3-2    | Suíça              |
| Osaka          | Romênia            | 3-2    | Japão              |
| Bratislava     | Coreia do Sul      | 3-2    | Eslováquia         |

1: Os times vencedores vão disputar o Grupo Mundial em 2008.

2: Os times perdeores vão disputar o Grupo I de sua respectiva zona em 2008.

### Zona das Américas

#### Grupo I
- Brasil - Avançou para Repescagem
- Canadá
- Colômbia
- México
- Peru - Avançou para Repescagem
- Venezuela - Rebaixado para o Grupo II em 2008

#### Grupo II
- Antilhas Neerlandesas
- Cuba — Rebaixado para o Grupo III em 2008
- República Dominicana
- Equador
- El Salvador
- Jamaica — Rebaixado para o Grupo III em 2008
- Paraguai
- Uruguai — Promovido para o Grupo I em 2008

#### Grupo III
- Bahamas — Promovido para o Grupo II em 2008
- Barbados
- Bolívia — Promovido para o Grupo II em 2008
- Costa Rica — Rebaixado para o Grupo IV em 2008
- Guatemala
- Haiti — Rebaixado para o Grupo IV em 2008
- Panamá
- Porto Rico

#### Grupo IV
- Aruba — Promovido para o Grupo III em 2008
- Honduras — Promovido para o Grupo III em 2008
- Trinidad e Tobago
- Ilhas Virgens Americanas
- Bermuda (retirou-se do torneio)
- Caribe Ocidental (retirou-se do torneio)
- Santa Lúcia (retirou-se do torneio)

### Zona da Ásia/Oceania

#### Grupo I
- China — Rebaixado para o Grupo II em 2008
- Cazaquistão
- Coreia do Sul — Avançou para Repescagem
- Índia
- Japão — Avançou para Repescagem
- Taipé Chinês
- Tailândia
- Uzbequistão

#### Grupo II
- Oceania-Pacífico
- Filipinas — Promovido para o Grupo I em 2008
- Hong Kong
- Indonésia
- Irã — Rebaixado para o Grupo III em 2008
- Kuwait
- Nova Zelândia
- Paquistão — Rebaixado para o Grupo III em 2008

#### Grupo III
- Arábia Saudita — Rebaixado para o Grupo IV em 2008
- Emirados Árabes Unidos
- Líbano — Promovido para o Grupo II em 2008
- Malásia
- Omã — Promovido para o Grupo II em 2008
- Singapura — Rebaixado para o Grupo IV em 2008
- Sri Lanka
- Vietnã

#### Grupo IV
- Bahrein
- Bangladesh
- Brunei
- Iraque
- Jordânia
- Mianmar
- Qatar
- Síria — Promovido para o Grupo III em 2008
- Tadjiquistão — Promovido para o Grupo III em 2008
- Turcomenistão

### Zona da Europa/África

#### Grupo I
- Eslováquia — Avançou para Repescagem
- Geórgia
- Israel — Avançou para Repescagem
- Itália
- Luxemburgo — Rebaixado para o Grupo II em 2008
- Macedônia
- Países Baixos
- Portugal — Rebaixado para o Grupo II em 2008
- Reino Unido — Avançou para Repescagem
- Sérvia — Avançou para Repescagem

#### Grupo II
- Argélia
- Bulgária — Rebaixado para o Grupo III em 2008
- Chipre
- Dinamarca
- Eslovênia
- Estônia — Rebaixado para o Grupo III em 2008
- Finlândia
- Grécia
- Hungria
- Letônia - Promovido para o Grupo I em 2008
- Marrocos
- Mónaco
- Nigéria — Rebaixado para o Grupo III em 2008
- Noruega — Rebaixado para o Grupo III em 2008
- Polônia - Promovido para o Grupo I em 2008
- Ucrânia

#### Grupo III

##### Parte 1
- Bósnia e Herzegovina
- Egito — Promovido para o Grupo II em 2008
- Islândia — Rebaixado para o Grupo IV em 2008
- Irlanda — Promovido para o Grupo II em 2008
- Lituânia
- Moldávia
- São Marinho — Rebaixado para o Grupo IV em 2008
- Turquia

##### Parte 2
- África do Sul — Promovido para o Grupo II em 2008
- Costa do Marfim
- Gana
- Madagáscar
- Maurícia — Rebaixado para o Grupo IV em 2008
- Namíbia — Rebaixado para o Grupo IV em 2008
- Tunísia — Promovido para o Grupo II em 2008
- Zimbábue

#### Grupo IV
Times participantes
- Andorra — Promovido para o Grupo III em 2008
- Armênia — Promovido para o Grupo III em 2008
- Botsuana — Promovido para o Grupo III em 2008
- Montenegro — Promovido para o Grupo III em 2008
- Ruanda
- Azerbaijão (retirou-se do torneio)
- Gabão (retirou-se do torneio)
- Líbia (retirou-se do torneio)
- Malta (retirou-se do torneio)
- Senegal (retirou-se do torneio)
- Uganda (retirou-se do torneio)